# FA Community Shield 2015
Lo FA Community Shield 2015 si è disputato domenica 2 agosto 2015 al Wembley Stadium di Londra.
La sfida ha visto contrapporsi il Chelsea, campione d'Inghilterra in carica, e l'Arsenal, detentore dell'ultima FA Cup. Per l'Arsenal si è trattata della seconda apparizione consecutiva alla competizione, mentre il Chelsea è tornato a giocarla dopo tre anni.
A conquistare il trofeo è stato l'Arsenal, che si è imposto per 1-0 grazie ad una rete di Alex Oxlade-Chamberlain. La squadra di Arsène Wenger ha vinto il Community Shield per la seconda volta consecutiva.

## Partecipanti
| Squadre | Qualificazione                           | Partecipazioni precedenti (il grassetto indica la vittoria)                                                                 |
| ------- | ---------------------------------------- | --- |
| Chelsea | Vincitore della Premier League 2014-2015 | 10 (1955, 1970, 1997, 2000, 2005, 2006, 2007, 2009, 2010, 2012)                                                             |
| Arsenal | Vincitore della FA Cup 2014-2015         | 20 (1930, 1931, 1933, 1934, 1935, 1936, 1938, 1948, 1953, 1979, 1989, 1991, 1993, 1998, 1999, 2002, 2003, 2004, 2005, 2014) |

## Tabellino
| Arbitro: | Taylor (Cheshire) |

|                        |           |  |
| Oxlade-Chamberlain 24’ | Marcatori |  |

| Arsenal | Chelsea |

| P                | 33 | Petr Čech               |     |     |
| D                | 24 | Héctor Bellerín         |     |     |
| D                | 4  | Per Mertesacker (c)     |     |     |
| D                | 6  | Laurent Koscielny       |     |     |
| D                | 18 | Nacho Monreal           |     |     |
| C                | 34 | Francis Coquelin        | 67’ |     |
| C                | 19 | Santi Cazorla           |     |     |
| C                | 16 | Aaron Ramsey            |     |     |
| C                | 11 | Mesut Özil              |     | 77’ |
| C                | 15 | Alex Oxlade-Chamberlain |     | 82’ |
| A                | 14 | Theo Walcott            |     | 66’ |
| A disposizione : |    |                         |     |     |
| P                | 26 | Emiliano Martínez       |     |     |
| D                | 2  | Mathieu Debuchy         |     |     |
| D                | 3  | Kieran Gibbs            |     | 82’ |
| D                | 5  | Gabriel                 |     |     |
| C                | 8  | Mikel Arteta            |     | 77’ |
| A                | 12 | Olivier Giroud          |     | 66’ |
| A                | 45 | Alex Iwobi              |     |     |
| Allenatore :     |    |                         |     |     |
| Arsène Wenger    |    |                         |     |     |

| P                | 13 | Thibaut Courtois   |     |     |
| D                | 2  | Branislav Ivanović |     |     |
| D                | 24 | Gary Cahill        |     |     |
| D                | 26 | John Terry (c)     |     | 82’ |
| D                | 28 | César Azpilicueta  | 65’ | 69’ |
| C                | 21 | Nemanja Matić      |     |     |
| C                | 4  | Cesc Fàbregas      |     |     |
| C                | 7  | Ramires            |     | 54’ |
| C                | 22 | Willian            |     |     |
| C                | 10 | Eden Hazard        |     |     |
| A                | 18 | Loïc Rémy          |     | 46’ |
| A disposizione : |    |                    |     |     |
| P                | 1  | Asmir Begović      |     |     |
| D                | 5  | Kurt Zouma         |     | 69’ |
| C                | 8  | Oscar              |     | 54’ |
| C                | 11 | Juan Cuadrado      |     |     |
| C                | 12 | John Obi Mikel     |     |     |
| C                | 20 | Victor Moses       |     | 82’ |
| A                | 9  | Radamel Falcao     |     | 46’ |
| Allenatore :     |    |                    |     |     |
| José Mourinho    |    |                    |     |     |